# HCC-dagen
De HCC-dagen (later HCC!dagen) was een computerbeurs die jaarlijks in de maand november werd gehouden door de Hobby Computer Club (HCC). De locatie was de Jaarbeurs in Utrecht.

## Geschiedenis
De HCC-dagen vonden hun oorsprong in de HCC microcomputerdag die voor het eerst werd gehouden op 18 november 1978 in de Uithof in Utrecht. Later duurde het evenement twee dagen, nog later werd dit verlengd naar drie.
Standhouders waren fabrikanten en leveranciers van computeronderdelen en -apparatuur. Ook was er ruimte voor de gebruikersgroepen van de HCC en was er een markt waar computers en onderdelen verkocht werden tegen doorgaans lagere prijzen dan in de computerwinkels. In de laatste jaren viel dit voordeel weg (voornamelijk vanwege de opkomst van webwinkels) en lagen de prijzen op de beurs zelfs iets hoger dan op de reguliere markt, waardoor het bezoek aan de beurs voor velen minder aantrekkelijk werd.
De HCC-dagen trokken jaarlijks tienduizenden bezoekers. Leden van de HCC hadden gratis toegang.
De laatste klassieke HCC-dagen werden in 2006 gehouden. 

## Latere evenementen

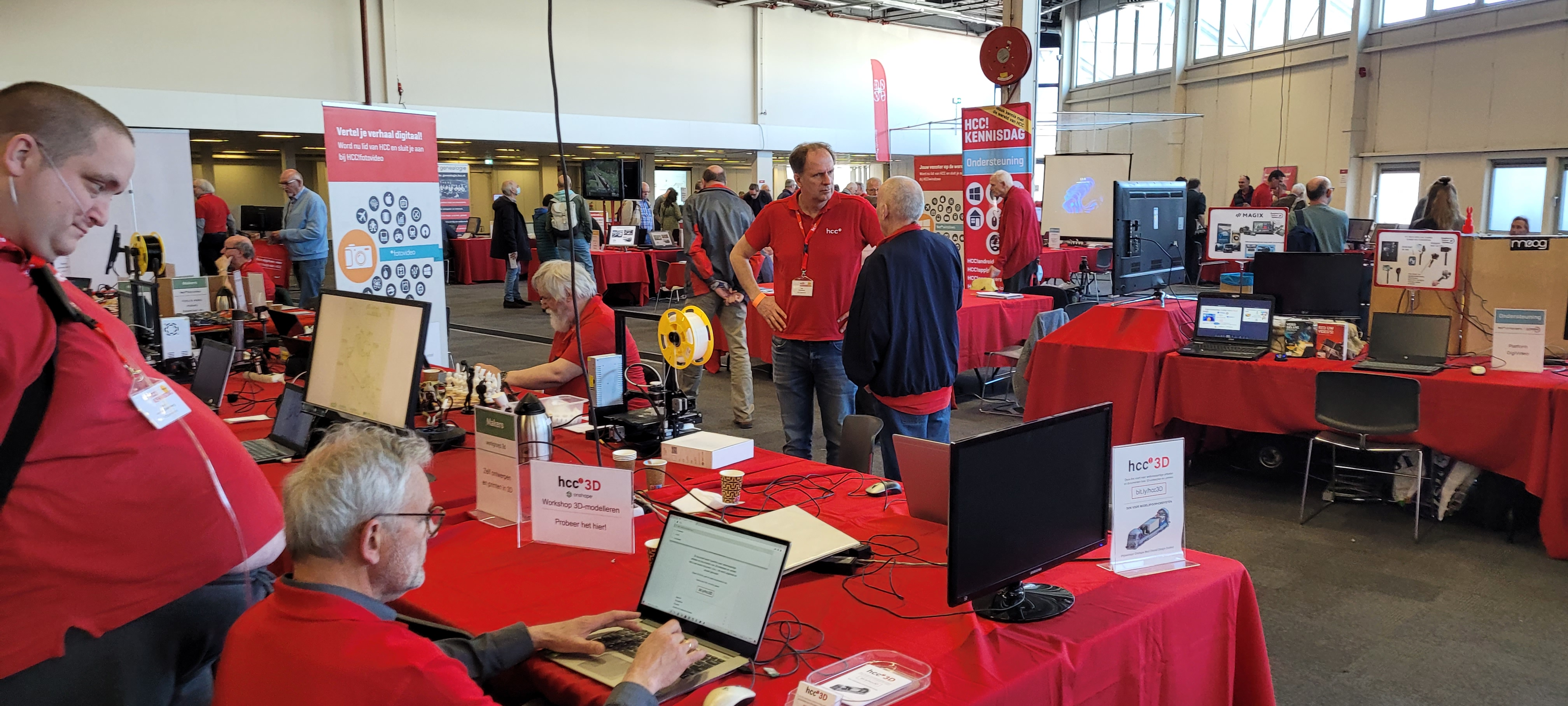
HCC!kennisdag in 2022

In 2010 vond het Home MultiMedia Event (HME), waar de HCC-dagen sinds 2009 deel van uitmaakten, geen doorgang. De HCC organiseerde in dat jaar als alternatief HCC!digital.
Tegenwoordig wordt de HCC!kennisdag, die zowel toegankelijk is voor leden als voor niet-leden, gehouden in de Expo Houten in Houten.